# Guiné nos Jogos Olímpicos de Verão de 2024
Guiné participou dos Jogos Olímpicos de Verão de 2024, realizados em Paris, na França. Foi a 13.ª aparição do país nos Jogos Olímpicos de Verão desde a estreia na Cidade do México 1968.
Foi representado por 25 atletas que competiram em cinco esportes, mas nenhum conquistou medalhas.

## Competidores
Esta foi a participação por modalidade nesta edição:
| Esporte       | Masculino | Feminino | Total |
| ------------- | --------- | -------- | ----- |
| Atletismo     | 0         | 1        | 1     |
| Futebol       | 19        | 0        | 19    |
| Judô          | 0         | 2        | 2     |
| Natação       | 1         | 1        | 2     |
| Tiro com arco | 0         | 1        | 1     |
| Total         | 20        | 5        | 25    |

## Desempenho

### Atletismo
- Q = Qualificado para a próxima fase
- q = Qualificado para a próxima fase como o perdedor mais rápido ou, em eventos de campo, pela posição sem atingir o alvo para qualificação
- N/A = Fase não aplicável para o evento
- Bye = Atleta não precisou disputar aquela fase

Feminino
Eventos de pista
| Atleta             | Evento | Preliminar | Preliminar | Baterias | Baterias | Semifinal   | Semifinal   | Final       | Final       | Ref.  |
| Atleta             | Evento | Tempo      | Pos.       | Tempo    | Pos.     | Tempo       | Pos.        | Tempo       | Pos.        | Ref.  |
| ------------------ | ------ | ---------- | ---------- | -------- | -------- | ----------- | ----------- | ----------- | ----------- | ----- |
| Safiatou Acquaviva | 100 m  | 11.97      | 5 q        | 12.07    | 9        | Não avançou | Não avançou | Não avançou | Não avançou | [ 5 ] |

### Futebol
Masculino
A seleção nacional masculina da Guiné se classificou para as Olimpíadas ao vencer o play-off intercontinental AFC–CAF contra a Indonésia.
Elenco
A delegação foi composta de 19 jogadores:
- Soumaïla Sylla
- Naby Oularé
- Bangaly Cissé
- Mohamed Soumah
- Rayane Doucouré
- Amadou Diawara
- Aliou Baldé
- Naby Keïta
- Henry Camara
- Ilaix Moriba
- Ousmane Camara
- Algassime Bah
- Madiou Keita
- Amadou Diallo
- Issiaga Camara
- Mory Keita
- Abdoulaye Touré
- Sékou Tidiany Bangoura
- Chérif Camara

Fase de grupos
| Pos | Equipe         | Pts | J | V | E | D | GP | GC | SG | Classificado     |
| --- | -------------- | --- | - | - | - | - | -- | -- | -- | ---------------- |
| 1   | França         | 9   | 3 | 3 | 0 | 0 | 7  | 0  | +7 | Quartas de final |
| 2   | Estados Unidos | 6   | 3 | 2 | 0 | 1 | 7  | 4  | +3 | Quartas de final |
| 3   | Nova Zelândia  | 3   | 3 | 1 | 0 | 2 | 3  | 8  | −5 |                  |
| 4   | Guiné          | 0   | 3 | 0 | 0 | 3 | 1  | 6  | −5 |                  |

| 24 de julho | Guiné       | 1 – 2     | Nova Zelândia           | Stade de Nice, Nice                       |
| 17:00       | Diawara 72' | Relatório | Garbett 25' · Waine 76' | Público: 4 909 Árbitro: UAE Adel Al-Naqbi |

| 27 de julho | França        | 1 – 0     | Guiné | Stade de Nice, Nice                          |
| 21:00       | Sildillia 75' | Relatório |       | Público: 25 965 Árbitro: UZB Ilgiz Tantashev |

| 30 de julho | Estados Unidos                    | 3 – 0     | Guiné | Stade Geoffroy-Guichard, Saint-Étienne    |
| 19:00       | Mihailovic 14' · Paredes 31', 75' | Relatório |       | Público: 6 245 Árbitro: SWE Tess Olofsson |

### Judô
Feminino
| Atleta          | Evento    | Primeira fase             | Oitavas               | Quartas              | Semifinais           | Repescagem           | Final / DB           | Final / DB | Ref.   |
| Atleta          | Evento    | Adversário Resultado      | Adversário Resultado  | Adversário Resultado | Adversário Resultado | Adversário Resultado | Adversário Resultado | Pos.       | Ref.   |
| --------------- | --------- | ------------------------- | --------------------- | -------------------- | -------------------- | -------------------- | -------------------- | ---------- | ------ |
| Mariana Esteves | Até 57 kg | GUM M Escano V 10–00      | FRA S Cysique D 00–10 | Não avançou          | Não avançou          | Não avançou          | Não avançou          | =9         | [ 11 ] |
| Marie Branser   | Até 78 kg | NZL M de Villiers V 10–00 | GER A Wagner D 00–11  | Não avançou          | Não avançou          | Não avançou          | Não avançou          | =9         | [ 12 ] |

### Natação
Masculino
| Atleta        | Evento     | Eliminatórias | Eliminatórias | Semifinal   | Semifinal   | Final       | Final       | Ref.   |
| Atleta        | Evento     | Tempo         | Pos.          | Tempo       | Pos.        | Tempo       | Pos.        | Ref.   |
| ------------- | ---------- | ------------- | ------------- | ----------- | ----------- | ----------- | ----------- | ------ |
| Elhadj Diallo | 50 m livre | 26.45         | 57            | Não avançou | Não avançou | Não avançou | Não avançou | [ 13 ] |

Feminino
| Atleta             | Evento     | Eliminatórias | Eliminatórias | Semifinal   | Semifinal   | Final       | Final       | Ref.   |
| Atleta             | Evento     | Tempo         | Pos.          | Tempo       | Pos.        | Tempo       | Pos.        | Ref.   |
| ------------------ | ---------- | ------------- | ------------- | ----------- | ----------- | ----------- | ----------- | ------ |
| Djenabou Jolie Bah | 50 m livre | 31.90         | 69            | Não avançou | Não avançou | Não avançou | Não avançou | [ 14 ] |

### Tiro com arco
Feminino
| Atleta          | Evento     | Ranqueamento | Ranqueamento | Fase de 64           | Fase de 32           | Oitavas              | Quartas              | Semifinal            | Final / DB           | Final / DB  | Ref.   |
| Atleta          | Evento     | Total        | Pos.         | Adversário Resultado | Adversário Resultado | Adversário Resultado | Adversário Resultado | Adversário Resultado | Adversário Resultado | Pos.        | Ref.   |
| --------------- | ---------- | ------------ | ------------ | -------------------- | -------------------- | -------------------- | -------------------- | -------------------- | -------------------- | ----------- | ------ |
| Fatoumata Sylla | Individual | 619          | 61           | USA C Kaufhold D 2–6 | Não avançou          | Não avançou          | Não avançou          | Não avançou          | Não avançou          | Não avançou | [ 15 ] |